# 周懋植
周懋植（1901年—1951年），四川省巴縣（今重慶市）人，民國時任重慶市商會主席，參議會副議長等職，第一屆國大代表。

## 履歷[2]
- 藥材輸出業公會四川藥材公司主席董事長，重慶藥材同業公會會長[3]
- 重慶市商會主席[4]
- 重慶市私立益商商業職校、私立通惠初級中學〔均在江北洛磧鎮〕董事長[5]
- 1948年，當選第一屆國民大會商業團體西區代表

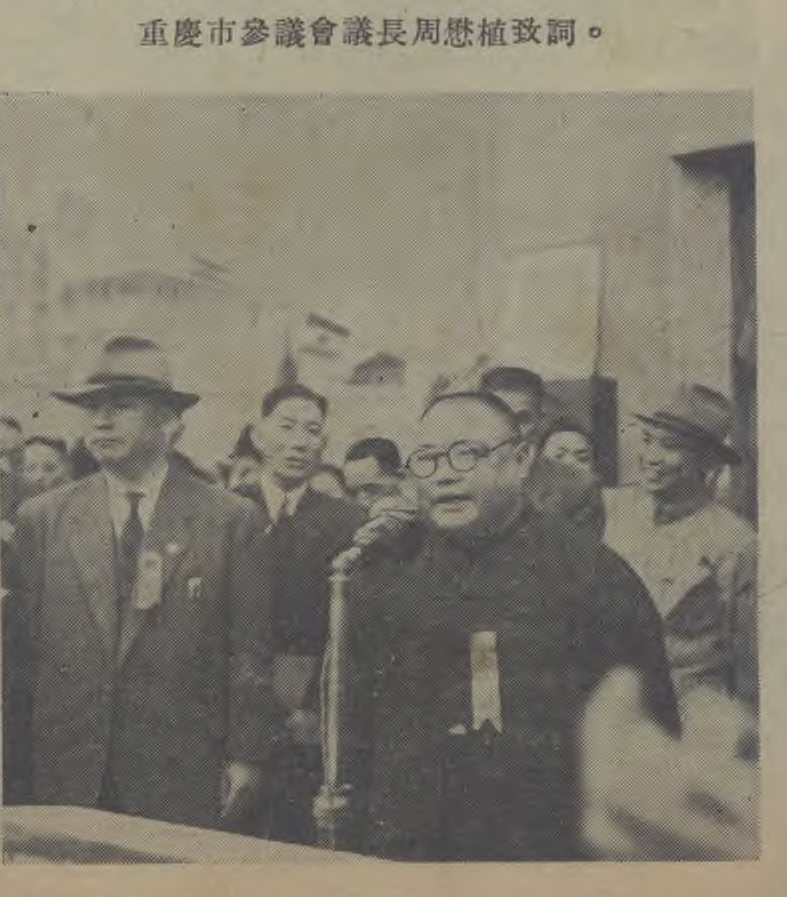
抗戰勝利紀功碑落成時周懋植致詞

- 1951年，在鎮壓反革命運動中被殺[6]